# Chelmarsh
Chelmarsh est un village et une paroisse civile du Shropshire, en Angleterre. Il est situé dans le sud-est du comté, à 6 km au sud de la ville de Bridgnorth. Au recensement de 2011, il comptait 518 habitants.

## Étymologie
Le nom Chelmarsh provient des éléments vieil-anglais *cegel « poteau » et mersc « marais ». Il est attesté sous la forme Celmeres dans le Domesday Book.

## Patrimoine
L'église paroissiale de Chelmarsh, dédiée à saint Pierre, remonte au XIVe siècle. Il s'agit d'un monument classé de grade I.